# Tantillita
Tantillita es un género de serpientes que pertenecen a la familia Colubridae. Agrupa a tres especies reconocidas que se distribuyen en América Central, desde el sur de México hasta Nicaragua.

## Taxonomía
Se reconocen las siguientes especies:
- Tantillita brevissima (Taylor, 1937)
- Tantillita canula (Cope, 1876)
- Tantillita lintoni (Smith, 1940)